# Бульмеринг, Евгений Михайлович
Евгений (Евгений-Флор-Бернгард) Михайлович Бульмеринг (14 ноября 1834, Санкт-Петербург — 4 ноября 1897) — генерал-лейтенант, керченский комендант, герой русско-турецкой войны 1877—1878 годов.

## Биография
Евгений Бульмеринг родился 14 ноября 1834 (по другим данным — 1833) года. Лютеранин.
Военное образование получил в Главном инженерном училище, и 13 августа 1852 года был произведён в прапорщики, по окончании офицерских классов инженерного училища в 1855 году был назначен на службу в Севастополь в самый разгар его осады.
В качестве инженера в течение четырёхмесячного пребывания в Севастополе Бульмеринг проявил неутомимую деятельность и мужество. Находясь на 4-м бастионе, он был контужен осколком бомбы в грудь. За храбрость и отбитие штурма 27 августа 1855 года был награждён орденами св. Анны 3-й степени с мечами и бантом (в 1855 году), св. Владимира 4-й степени с мечами (в 1856 году) и чином поручика. По окончании Крымской кампании переведён в Кронштадт.
С 1859 года началась боевая служба Бульмеринга на Кавказе. Находясь при Адагумском отряде и участвуя в военных действиях против горцев, Бульмеринг был произведён за боевые отличия в капитаны и в 1862 г. награждён орденом св. Станислава 2-й степени с мечами.
В русско-турецкую войну 1877—1878 гг. Бульмеринг принял участие на Кавказском театре и обнаружил, как и в Севастополе, свои блестящие способности и редкое мужество. За геройские подвиги при взятии передовых укреплений Ардагана, равно как и самой крепости, был награждён орденом св. Георгия 4-й степени.
Столь же выдающейся была деятельность Бульмеринга под Карсом. При штурме этой крепости, в ночь на 6 ноября 1877 года, Бульмеринг принял командование над колоннами против форта Канлы и овладел фортом после ожесточенного боя. За этот подвиг Бульмеринг был награждён орденом св. Георгия 3-й степени
При взятии штурмом крепости Карса, в ночь с 5 на 6 Ноября 1877 года, принял в самую трудную минуту начальство над войсками, атаковавшими укрепление Канлы и, лично ведя их на штурм, занял это укрепление, затем с примерным самоотвержением вошел один в казарму, занятую неприятельским баталионом и склонил начальника онаго к сдаче.
Одно из укреплений Карса через год, по Высочайшему повелению было названо его именем.
Кроме указанных боевых наград, за отличия, оказанные разновременно в делах против турок, Бульмеринг был награждён золотой саблей с надписью «За храбрость» и 22 мая 1878 г. произведён в генерал-майоры.
С 1879 г. по 1883 г. Бульмеринг был начальником инженеров Финляндского военного округа, а затем комендантом Керчи. В 1892 г. Бульмеринг был назначен членом Александровского комитета о раненых. Среди прочих наград имел ордена св. Владимира 3-й степени (1881 г.), св. Станислава 1-й степени (1884 г.) и св. Анны 1-й степени.
Евгений Михайлович Бульмеринг умер 4 ноября 1897 года.
Похоронен на Братском кладбище Севастополя. Могила Евгения Михайловича Бульмеринга ОКН России регионального значения  Объект культурного наследия народов РФ регионального значения. Рег. № 921711261900005 (ЕГРОКН).

## Семья
- Жена кн. София Герасимовна Сумбатова (? - 18.09.1920) — дочь полковника и внучка генерала, который воевал с горцами. Князья Сумбатовы из армян, и предок матери последний царь армянский. Похоронена в склепе рядом с церковью на Смоленском армянском кладбище[2]
  - сын Михаила Евгеньевича Бульмеринга